# 태양의 계절 (1961년 영화)
태양의 계절(A Raisin In The Sun)은 미국에서 제작된 다니엘 페트리 감독의 1961년 드라마 영화이다. 시드니 포이티어 등이 주연으로 출연하였고 데이비드 서스킨드 등이 제작에 참여하였다.
이 영화는 문화적, 역사적, 미적 중요성으로 인해 미국 의회도서관에 의해 미국 국립영화등기부의 보존물로 선정되었다.

## 출연

### 주연
- 시드니 포이티어
- 클로디아 맥닐

### 조연
- 루비 디
- 다이아나 샌즈
- 이반 딕슨
- 존 피들러
- 루이스 고셋 주니어
- 조엘 플루엘렌
- 로이 글렌

## 제작진
- 원작자: 로레인 핸스버리